# グートゥーミートゥー
『グートゥーミートゥー』は、ラジオ沖縄で2018年1月1日より2020年9月25日まで平日 14:30 - 16:30に放送したバラエティ番組。

## 概要
19年9か月に渡って放送された『チャットステーション→チャットステーションL』の後番組。同番組の玉城美香が卒業し勇退するにあたり、番組そのものが2017年12月に終了する運びとなったことによる。
それにより、前番組の『ティーサージ・パラダイス』を含めて午後の時間帯の各番組が大幅に再編された。
番組タイトルの「グートゥーミートゥー」はウチナーグチで「二つで一つ」の意味を持つ。キャッチフレーズは「あなたの日常がテーマになる」。
2019年10月28日からは内包番組として、かつて放送した『ホーメルでこんにちは』のコンセプトをほぼ踏襲した公開収録番組『ハイタイ！美ら菜タイム』がスタート。放送時間は15:15から15:25となっている。
2020年9月25日に放送を終了。後継番組は『華華天国』となる。

## 出演

### パーソナリティ
- もーりー（城間盛次、お笑いコンビこきざみインディアン、月～水）
- 川満アンリ（水～金）

なお、水曜日はダブルキャストとして二人揃って出演しているが、2019年5月6日から同年9月27日までは全曜日二人で出演した。ただし、不定期でどちらかがスケジュールの都合で休む場合、もう一人が代役として単独で出演するほか、ダブルキャストの場合は代役を持たずどちらかが単独で進行する事がある。また、お出かけ放送が行われる場合は、曜日を問わず二人揃って出演することもある。

### ラジオカーリポーター
現在
- 月曜日：保良光美
- 火曜日：久高妃南子
- 水曜日：照屋幸矢
- 木曜日：佐久本真彩
- 金曜日：前堂ニイナ ※2018年9月までは木曜も担当した。

過去のリポーター
- 東由希惠（火曜・水曜、～2018年9月）
- 伊禮里美（木曜、2018年10月～2020年3月）
- 前徳比嘉優（月曜、～2020年6月）

## BGM
- ザ・ビートルズ「オブラディ・オブラダ」（インストゥルメンタル版）（提供クレジット時）